# Битва при Монте-Кассіно
Би́тва при Мо́нте-Кассі́но (відома також як Би́тва за Рим) (англ. Battle of Monte Cassino, нім. Schlacht um Monte Cassino, фр. Bataille du Mont Cassin, італ. Battaglia di Montecassino, пол. Bitwa pod Monte Cassino) — серія з чотирьох кровопролитних битв Другої світової війни, внаслідок яких союзні війська прорвали лінію німецьких укріплень, відому як «Зимова лінія», і оволоділи Римом.
На початок 1944 року західна частина «Зимової лінії» під загальною назвою «Лінія Густава» перебувала під контролем німців, які утримували долини річок Рапідо, Лірі і Гарільяно та деякі прилеглі панівні висоти та гірські хребти. Проте стародавнє абатство Монте-Кассіно, засноване святим Бенедиктом у 524 року н. е., не було ними зайняте, хоча німецькі війська і зайняли оборонні позиції на схилах гори, під сами́ми стінами монастиря.
15 лютого абатство було зруйноване нальотами американських бомбардувальників B-17, B-25 та B-26, які скинули 1 400 тонн бомб на імовірні німецькі позиції. Лише згодом союзники з'ясували, що німців на території монастиря не було. Німецькі десантники зайняли зруйноване абатство лише за два дні після бомбардування та у повній мірі використали переваги руїн в оборонних цілях.
З 17 січня по 19 травня укріплення «Лінії Густава» штурмувалися союзними військами чотири рази, востаннє союзники на фронті прориву завдовжки 35 км зосередили 20 дивізій.
Лише після цього, 19 травня 1944 року, союзники змогли прорвати німецьку оборону та почати наступ на Рим, але звільнили його лише 4 червня.

## Передумови

### Загальний стан

Система німецьких оборонних ліній південніше Риму — «Зимова лінія»

У вересні 1943 року союзники під командуванням Гарольда Александера провели масштабну десантну операцію з висадки військ на півдні Італії. Подальше просування на північ здійснювалося по двох напрямках, по обох сторонах ланцюга гір і височин, що формують «хребет» Італії. На західному фронті 5-та армія США під командуванням генерал-лейтенанта Марка Вейн Кларка наступала на північ з Неаполя, на сході півострова 8-ма британська армія сера Бернарда Монтгомері також просувалася на північ, але вздовж Адріатичного узбережжя.
Просування 5-ї армії з носка «італійського чобота» було відносно складним з огляду на складну пересічену місцевість, несприятливу дощовиту погоду і вміло підготовлену супротивником оборону. Система заздалегідь обладнаних оборонних рубежів та позицій дозволяла німцям успішно відбивати атаки союзників, а при необхідності відступати на північ і займати нові підготовлені позиції. Таким чином німецька армія вигравала час для спорудження та укріплення потужної багатошарової оборонної лінії на південь від Риму.
Первинний прогноз союзників, що Рим буде узятий до жовтня 1943 року, виявився занадто оптимістичним.
Хоча на сході, на адріатичному фронті 8-ї британської армії, «Лінія Густава» вже була частково прорвана і, зокрема, в ході запеклих боїв була захоплена Ортона, наприкінці грудня просування союзників припинилося через завірюхи. Погодні умови зробили авіаційну підтримку військ та перспективу подальшого їх наступу практично неможливими. Таким чином, завдавання головного удару на Рим зі сходу (шосе № 5) було визнане союзним командуванням недоцільним і безперспективним.
Єдиним ймовірним головним напрямком для наступу залишилися дороги, що з'єднували Рим з Неаполем: шосе № 7 (давньоримська Аппієва дорога), яка пролягала вздовж західного узбережжя, але на південь від Риму впиралась в болота, затоплені німцями, та шосе № 6, що перетинало долину Лірі. Над південним в'їздом до долини в районі міста Кассіно панувала низка пагорбів. Вершини деяких з них були відмінними спостережними пунктами, що дозволяли німецьким військам завчасно виявляти присутність союзників, запобігати будь-якому їх просуванню і відповідно коригувати артилерійський вогонь.

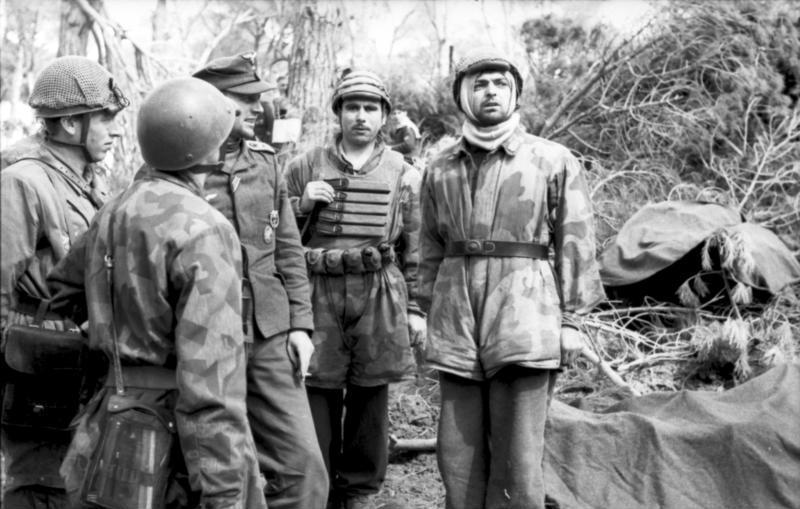
Італійські десантники та німецькі солдати в лісі у Монте-Кассіно

Також на шляху просування союзних військ лежала річка Рапідо. Ця невелика річка зі швидкою течією брала свій початок в центральній частині Апеннінських гір, протікала через Кассіно і південну частину долини Лірі, після якої річка, звана в тих місцях вже Гарільяно, текла до Тірренського моря. Перенаправивши русло Рапідо, німці затопили величезні території та ускладнили просування нападників на цьому напрямі.
Таким чином, Кассіно зі своїми міцно укріпленими гірськими оборонними спорудами і річковими переправами ставав важливим елементом в «Лінії Густава» і всієї німецької оборони в центральній Італії.

### Евакуація абатства

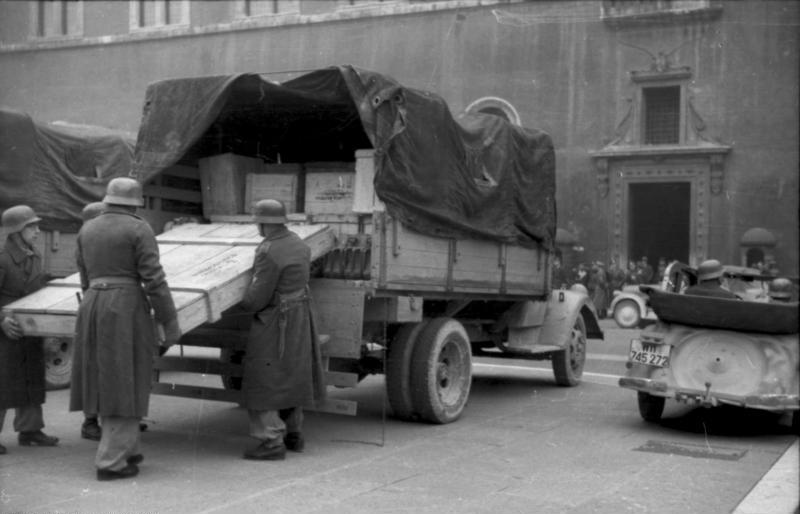
Німецькі війська вивозять твори мистецтва з Монте-Кассіно

На особливу увагу в цьому районі заслуговувало стародавнє абатство Монте-Кассіно, засноване святим Бенедиктом у 529 році н. е. Задовго до початку битви, восени 1943 року, німецькі офіцери гауптман Максиміліан Бекер та військовий хірург дивізії «Герман Ґеринг» підполковник Юліус Шлегель ініціювали евакуацію монастирської бібліотеки, що складалася з приблизно 800 документів папства, 20 500 книг з колекції старої бібліотеки, 60 000 книг з нової бібліотеки, 500 інкунабул, 200 пергаментних манускриптів, в тому числі роботи Цицерона, Горація, Вергілія і Сенеки, а також 100 000 інших документів, картин, репродукцій, художніх творів і інших художніх цінностей (у тому числі роботи Тіціана, Тінторетто, Гірландайо і Леонардо да Вінчі) до Ватикану та замку Сант-Анджело, щоб урятувати всі ці безсмертні цінності від можливого знищення.
Після завершення 3-х тижневої операції з евакуації цінностей абат монастиря Джорджіо Діамаре урочисто вручив генералу Паулю Конрату написаний латиною пергаментний сувій на ім'я Максиміліана Бекера та Юліуса Шлегеля зі словами подяки «за врятування ченців та скарбів абатства Монте-Кассіно».
У грудні того ж року Головнокомандувач німецькими військами в Італії генерал-фельдмаршал Альберт Кессельрінг, реально оцінюючи історичне значення Монте-Кассіно, наказав не включати монастир до єдиної системи німецької оборони і проінформував про своє рішення керівництво Ватикану та союзних військ.
З огляду на розташування монастиря, він був ідеальною позицією для артилерійських спостерігачів. Було зрозуміло, що тільки-но монастир буде зруйновано, німецькі війська негайно створять на його руїнах оборонні позиції. Деякі розвідувальні літаки союзників навіть підтверджували наявність німецьких солдатів усередині. Однак, воєначальники союзних військ, що наполягали на зруйнуванні монастиря, обґрунтовували свою позицію не на самому факті окупації монастиря німцями, а на його потенційній загрозі як спостережного пункту.

## Битви

### Перша битва

#### Планування та підготовка

План першої битви за Монте-Кассіно

Командувач 5-ю армією США генерал Кларк передбачав завдання 17 січня відтяжного удару вздовж узбережжя силами британського 10-го корпусу (5-та і 56-та британські дивізії) на лівому фланзі 30-кілометрового фронту після форсування через річку Гарільяно. Британська 46-та піхотна дивізія мала перетнути Гарільяно нижче за те місце, де річка зливається з Лірі. Метою була підтримка головного удару, що наносився II-м корпусом США праворуч від рубежу переходу в атаку британської дивізії.
Основний удар силами 2-го корпусу був запланований на 20 січня. Першою удар мала завдати 36-та (техаська) піхотна дивізія США: вона мала перетнути річку Рапідо за 8 км нижче Кассіно за течією і атакувати ворожі позиції. У той же час Французький експедиційний корпус під командуванням генерала Альфонса Жуена повинен був продовжити свій наступ на Монте-Каїро — важливий оборонний елемент у «Лінії Густава» і «Лінії Гітлера».
Існує думка, що насправді Кларк мало вірив у можливість швидкого прориву, проте він відчував, що завдані атаки відтягнуть німецькі резерви з району Рима до 22 січня, коли 6-й корпус США (1-ша британська дивізія та 3-тя дивізія США) здійснить висадку морського десанту в Анціо. Покладалися надії на те, що висадка в Анціо, з її елементом раптовості та швидким просуванням углиб країни до Альбанських гір, які височіють над шосе 6 та 7, поставить під загрозу тил захисників «Лінії Густава» та їх лінії постачання. Союзне командування розраховувало на те, що це зруйнує плани німців і змусить їх відступити на позиції, що розташовані на північ від Риму. Проте, розвідка союзників не з'ясувала, що вся німецька стратегія поступового відступу ставила за мету єдину ціль — виграти час для того, щоб підготувати укріплення на «Лінії Густава», які німецькі війська збиралися утримувати зі всією завзятістю. Тому в цьому плані оцінка розвідки виявилася надто оптимістичною.
15 січня 5-та армія після шести тижнів жорстоких безперервних боїв, здолавши останні 11 км німецької оборонної «Лінії Бернхардта», під час прориву якої було втрачено 16 000 союзницьких солдатів, досягла «Лінії Густава». Війська були виснажені, після трьох місяців битв на півночі від Неаполя у них не вистачало часу на відпочинок, реорганізацію та підготовку до нової битви. Проте через те, що висадка в Анціо була запланована на кінець січня (засоби для висадки були доступні лише до початку лютого), скоординована з нею атака мала початися на декілька днів раніше.

#### 17 січня. Перший бій. Дії 10-го корпусу на лівому фланзі

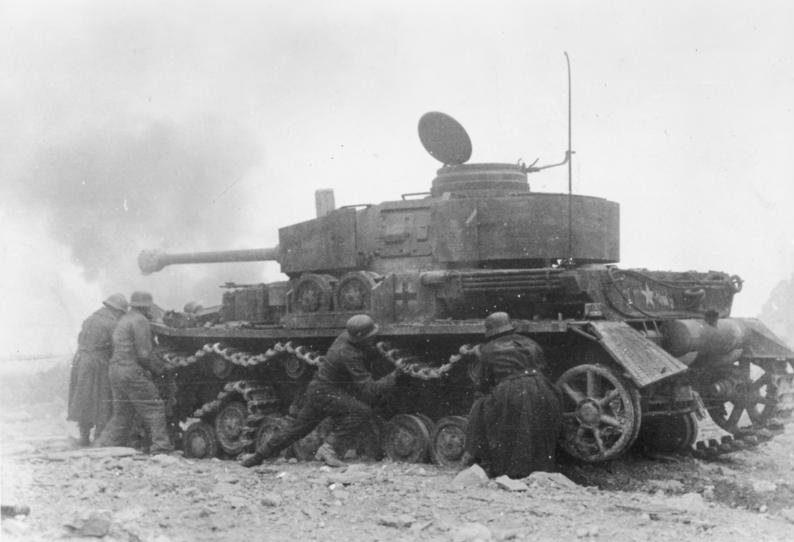
Екіпаж німецького танка Pzkpfw IV намагається полагодити його ходову частину, пошкоджену в бою біля Монте-Кассіно.

17 січня перейшов у наступ 10-й британський корпус (56-та і 5-та дивізії), який перетнувши річку Гарільяно (через два дні за ним послідувала 46-та британська дивізія, що була праворуч), успішно просувався вздовж узбережжя. Ці атаки призвели до того, що у генерала танкових військ Фрідоліна фон Зегнера, командира 14-го німецького танкового корпусу, відповідального за оборону південно-західної частини «Лінії Густава», виникло занепокоєння відносно того, чи зможе 94-та німецька піхотна дивізія утримати зайняті оборонні позиції. Розуміючи Зегнера, Кессельрінг наказав 29-й та 90-й панцергренадерським дивізіям, розташованим у районі Рима, забезпечити посилення правого флангу оборони.
Існують різні здогади відносно того, що було б, якщо 10-й корпус мав би необхідні резерви для розвитку свого успіху і рішучого прориву німецької оборони. Але в корпусі не було відповідного резерву, проте був час для того, аби внести відповідні зміни до плану битви і скасувати (або змінити) напрямок головного удару операції шляхом посилення британського корпусу силами 2-го корпусу США, перекинути людей на південну ділянку до того, як на позиції противника прибуде його підкріплення. Проте командування 5-ї армії не оцінило слабке місце в обороні німецьких позицій на цій ділянці «Лінії Густава» і план не був відредагований. 21 січня з околиць Рима прибули дві німецькі дивізії та стан німецьких військ стабілізувався. План союзників, водночас, спрацював у тому, що резерви Кессельрінга були відтягнуті на південь.
Під час першої битви три дивізії 10-го корпусу зазнали втрат у близько 4 000 осіб.

#### 20 січня. Напрямок головного удару: дії 2-го корпусу в центрі

Перша битва: Північний сектор, 24 січня — 11 лютого 1944

20 січня, через три години після світанку, основний удар завдала 36-та дивізія США. Брак часу на підготовку до наступу призвів до того, що наближення до річки стало небезпечним через нерозчищені мінні поля та інші інженерні перешкоди. Крім того, проведення такого складного маневру, як форсування річки, вимагало ретельного планування і певних навичок.
Хоча батальйону 143-го полку вдалося форсувати Рапідо в південній частині Сан-Анджело, і дві роти 141-го полку висадилися на його північній частині, значну частину часу вони залишалися ізольованими, оскільки танковим підрозділам не вдавалося досягти протилежного боку річки. Таким чином, з'єднання, що форсували Рапідо, опинилися у вкрай вразливому становищі перед контратаками 15-ї танкової гренадерської дивізії генерала Родта. До світанку 21 січня війська, що перебували за річкою, були вимушені відступити.
Генерал-майор Джеффрі Киз, командувач 2-го корпусу, чинив тиск на командира 36-ї дивізії генерал-майора Фреда Вокера, наполягаючи на тому, щоб той негайно відновив атаку. Обидва полки знову атакували позиції 15-ї німецької дивізії, що добре зміцнилася: 143-тю полку вдалося навіть переправити майже два батальйони, але, як і раніше, через відсутність танкової підтримки, війська були розбиті до світанку наступного дня. 141-й полк теж форсував річку силами приблизно двох батальйонів і, попри відсутність танкової підтримки, просунувся вглиб на кілометр. Але на світанку вони також були відрізані і знищені: до вечора 22 січня полк буквально припинив своє існування — лише 40 осіб повернулися назад. Перший бій виявився дуже дорогим — всього за 48 годин 36-та дивізія втратила 2 100 осіб убитими, пораненими і зниклими безвісти.

#### 24 січня. 2-й корпус діє північніше Кассіно
24 січня 1944 року союзники знову перейшли в наступ. 2-й корпус США з 34-ю піхотною дивізією США під командуванням генерал-майора Чарльза Райдера в авангарді і французькими колоніальними військами на правому фланзі перейшов в атаку через затоплену долину річки Рапідо північніше Кассіно. Війська тримали напрям на гори, що розміщувалися за долиною, з наміром потім здійснити обхідний маневр ліворуч та атакувати Кассіно з височини. Хоча форсувати Рапідо у верхній її течії було набагато легше, оскільки там були броди, затоплення долини зробило просування через неї вкрай важким — зокрема, танкові з'єднання могли пересуватися лише по спеціально прокладених настилах. Через ці труднощі, 34-та дивізія вимушена була вісім днів вести безперервні кровопролитні бої в заболоченій місцевості, перш ніж їй удалося витіснити 44-ту німецьку рейхс-гренадерську дивізію генерала Франка і закріпитися біля підніжжя гір.

#### Дії Французького корпусу
Праворуч від 2-го американського корпусу французькі війська під командуванням майбутнього маршала Франції Альфонса Жуена суттєво просунулися вперед, посунувши 5-ту німецьку гірську дивізію під командуванням генерала гірсько-піхотних військ Юліуса Рінгеля і зайнявши позиції на схилах своєї першої цілі — гори Чифалко. Передові з'єднання 3-ї алжирської дивізії обійшли гору Чифалко, щоб захопити гори Бельведері і Колле Абате. Генерал Жуен був переконаний в тому, що Кассіно можна обійти з півночі, але його запит про підкріплення не знайшов відповіді, і єдиний резерв командування — 36-та дивізія — був надісланий на посилення 34-ї дивізії.
31 січня французам довелось зупинитися, залишивши гору Чифалко, звідки добре були осяжними фланги і шляхи постачання союзників, в руках німців. Дві французькі дивізії зазнали в боях втрат у розмірі 2 500 осіб.

#### 2-й корпус у горах північніше Кассіно

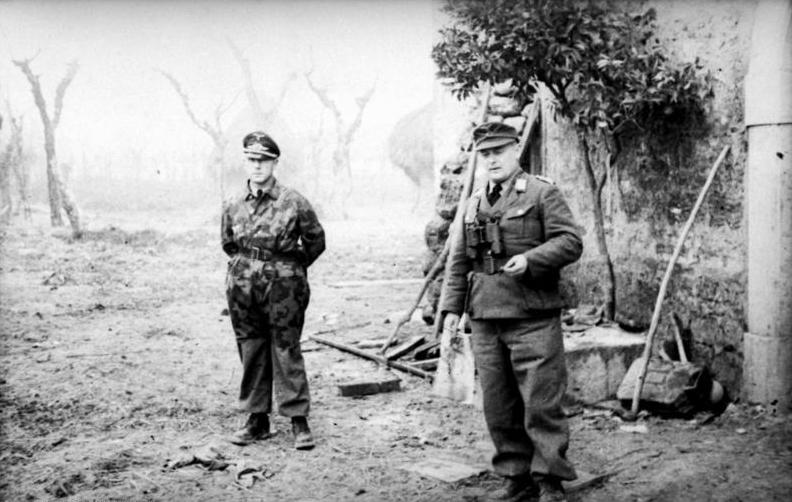
Полковник Гейлман та генерал-лейтенант Рихард Гайдріх у Монте-Кассіно

Бойовим завданням 34-ї дивізії США (посиленою 142-м полком 36-ї дивізії) стало просування в південному напрямку вздовж ланцюга пагорбів. Дивізія мала вийти до перетину хребтів на півдні, де була гора, на якій стояв монастир. Після цього війська могли прорватися в долину Лірі, яка розташовувалась позаду укріплень «лінії Густава».
Дивізія просувалася з великими труднощами: скелясті гори, з валунами, чисельними ущелинами і ярами; ущелини, які поросли густою травою, були усіяні мінами, пастками і загородженнями з колючого дроту. У німців було понад три місяці для того, щоб організувати оборонні позиції в цих місцях, і цей час був використаний ними повною мірою. Риття траншей і окопів для американців виявилося практично неможливим, і війська опинилися беззахисними під німецьким вогнем. До того ж у цій місцевості майже не існувало природних укриттів і погода була волога і дуже холодна, з частими морозами.
У перших числах лютого американська піхота захопила панівну висоту біля села Сан Онофріо, що перебувала на відстані всього півтора кілометра від абатства, і 7 лютого один із батальйонів зайняв висоту 445 — круглу вершину пагорба, що розташована прямо під монастирем, всього в 370 метрах від нього. Розвідувальний загін американців організував вилазку під стіни монастиря, прямо на очах здивованих ченців, але спроба захвату абатства з ходу успіху не мала. Усі подальші намагання взяти Монте-Кассіно провалилися через шквальний кулеметний вогонь з німецьких позицій під монастирем.
Попри запеклі бої, 34-й дивізії так і не вдалося захопити німецькі позиції на висоті 593 (відомою німцям як гора Кальварі), яку утримував 3-й батальйон 2-го німецького парашутного полку. Ця висота була стратегічно важливою, оскільки вона здіймалася над усім гірським хребтом, навколо абатства.

#### Наслідки першої битви
11 лютого, після останнього невдалого триденного штурму монастирської гори і міста Кассіно, американці відступили. Після двох із половиною тижнів важких битв, 2-й корпус США був виснажений і майже повністю розбитий. Мужність та стійкість при веденні гірських боїв особовим складом 34-ї дивізії США досі вважається західними експертами одним із найбільших подвигів, здійснених солдатами на війні. Дивізія заплатила за це дуже дорогу ціну: її піхотні батальйони загубили до 80 % особового складу; втрати склали близько 2 200 осіб.
У перших числах лютого, у самий розпал битви, генерал Фрідолін фон Зенгер унд Еттерлін перемістив 90-ту дивізію з-під Гарільяно на північ від Кассіно, побоюючись виснаження військ, що оборонялися там. Він «…доклав весь свій авторитет для того, щоб переконати начальство перервати битву за Кассіно і створити абсолютно нову лінію оборони… позицію, що розташована на північ від місця висадки союзників в Анціо». Кессельрінг відповів на його запит відмовою. У критичний момент фон Зенгер пустив у бій 71-шу піхотну дивізію, залишивши лише 15-ту панцергренадерську дивізію на своєму місці.
Під час першої битви було кілька моментів, коли вдалі вихідні позиції, зайняті на початку битви, при більшій прозорливості і розумному використанні резервів могли бути перетворені на абсолютну перевагу і багато в чому визначити результат битви. Деякі історики звинувачують у цих невдачах недосвідченість генерала Кларка. Проте, швидше за все, Кларк не зміг звернути на ці деталі уваги просто через те, що на нього покладалася величезна кількість завдань: він відповідав і за наступ на Кассіно, і за висадку в Анціо. Ця точка зору побічно підтримується неможливістю генерала Траскотта застати Кларка під час четвертої битви за Монте-Кассіно для того, щоб обговорити з ним складні умови під Анціо.
У той час, як генерал Гарольд Александер залишив командування військами під Кассіно і Анціо в руках однієї людини і розділив фронт «Лінії Густава» між 5-ю американською та 8-ю британською арміями, Кессельрінг волів передати командування 14-ю армією під Анціо генералові Ебергарду фон Маккензену, а «Лінію Густава» — в руки командувача 10-ю армією Генріха фон Фітингхофа.
Американські війська, які зазнали великих втрат під час першої битви були замінені новозеландським корпусом (2-га новозеландська дивізія та 4-та Індійська колоніальна дивізія) зі складу британської 8-ї армії на Адріатичному узбережжі під командуванням учасника битви за Крит генерал-лейтенанта Бернарда Фрейберга.

### Друга битва (операція «Авенджер»)

#### Передумови

Друга битва: План операції «Авенджер»

22 січня англо-американський морський та повітряний десанти 6-го корпусу (до складу якого входили 1-ша бронетанкова, 34-та, 36-та, 45-та та 3-тя піхотні дивізії з підрозділами 82-ї повітрянодесантної дивізії США, 1-ша, 5-та та 56-та піхотні дивізії Великої Британії, частини рейнджерів та спеціального призначення) під командуванням генерал-майора Лукаса висадилися в Анціо, що стало для німецького командування повною несподіванкою. За 48 годин Лукас зайняв плацдарм завглибшки 11 км, але не став продовжувати наступ, а почав укріплювати зайнятий плацдарм. Якби Лукас просунувся далі, то він міг би перерізати лінії постачання німецьких військ, атакувати їх з тилу і це привело б до руйнації всієї німецької оборони під Монте-Кассіно. Але німецьке командування встигло перегрупувати війська та перекинути підкріплення до Анціо. Вермахт розпочав організовувати тут контратаки при підтримці артилерійським вогнем, використовуючи навіть важку залізничну гармату К5, — союзники прозвали її «Anzio Annie». Так, 29 січня лише підрозділами дивізії «Герман Герінг» було знищено три батальйони рейнджерів США.
У результаті, до середини лютого, два штурми «лінії Густава» були відбиті, а плацдарм в Анціо був успішно блокований.
Доля десанту, що висадився в Анціо, опинилася під серйозною загрозою; на Фрейберга натискали, примушуючи його терміново розпочати операцію в Кассіно з метою полегшення становища військ, що висадилися на узбережжі. Тому, союзники знову перейшли в наступ, не бувши повністю готовими. Понад це, командування корпусу не повністю уявляло собі всю складність перекидання 4-ї індійської дивізії в гори північніше Кассіно і навіть більше — подальшу організацію її постачання там. У місцях постачання військ, що були в горах, було можливо лише єдиною вузькою гірською стежкою, яка тягнулася 11 км та проходила в безпосередній близькості від абатства і перебувала під постійною загрозою обстрілу німецькою артилерією (згодом ця ділянка була названа Долиною Смерті). Важкі умови, в які була поставлена 4-та дивізія, були підтверджені, зокрема, генерал-майором Говардом Кіппенбергером, командиром 2-ї новозеландської дивізії. Уже після війни він писав:

| «Бідному Дімоліну (Гарі Кенет Дімолін, командир 4-ї індійської дивізії) дісталося жахливо складне завдання по виведенню своєї дивізії на вказані позиції. Я ніколи по-справжньому не уявляв собі ті труднощі, поки вже після війни сам не пройшов по тих місцях[22].» Оригінальний текст (англ.) «Poor Dimoline (Brigadier Dimoline, acting commander of 4th Indian Division) was having a dreadful time getting his division into position. I never really appreciated the difficulties until I went over the ground after the war.» |
Виходячи з обставин, в яких готувалася операція, план Фрейберга був копією першої битви: завдати одного удару з півночі, уздовж гірських хребтів та другого удару з південного сходу, уздовж залізничних колій, метою якого був захоплення залізничної станції на протилежному березі Рапідо, менше ніж у кілометрі на південь від міста Кассіно. В разі успіху долина Лірі була б відкрита для союзницьких військ. Проте Фрейберг повідомив своє керівництво, що, на його переконання, за наявного збігу обставин шанси на успіх в битві не перевищували 50 %.

#### Зруйнування абатства
Абатство Монте-Кассіно, що височіло над районом ведення бойових дій, поступово привертало до себе все більше уваги командування союзних військ: з точки зору офіцерів саме використання його як спостережного пункту корегувальниками німецької артилерії стали головною перешкодою в прориві «лінії Густава».
Британська преса і журналіст «Нью-Йорк таймс» С. Л. Салцбергер часто, переконливо і в деталях (іноді вигаданих) писали про німецькі спостережні пости та артилерійські позиції всередині абатства. Генерал-лейтенант Айра Ікер, командувач ВПС союзників у Середземномор'ї, у супроводі генерал-лейтенанта Джейкоба Л. Деверса (представника генерала сера Генрі Мейтленда Вілсона, головнокомандувача союзними військами в регіоні) на борту літака зробив обліт території абатства. Він помітив «радіощоглу… німецьку уніформу, що висіла на білизняних мотузках посеред монастирського двору, і кулеметні позиції за 50 ярдів від стін абатства»
Генерал-майор Джефрі Киз також кілька разів облітав територію, проте, він повідомив штаб 5-ї армії, що не помітив жодних слідів німецької присутності всередині монастиря. Коли ж йому повідомили про те, що інші спостерігали німців на території абатства, він відповів: «вони так довго приглядалися, що врешті-решт почали бачити бажане».
Як пізніше писав у своїх спогадах генерал-майор Говард Кіппенбергер, у штабі новозеландських військ дотримувалися думки, що, можливо, монастир використовується німцями як основний спостережний пункт для артилерійської розвідки, оскільки при такому вигідному розташуванні абатства жодна сторона не змогла б утриматися від використання його як неперевершеного спостережного посту. Немає точних доказів, що підтверджують це припущення, проте Кіппенбергер писав, що в цілому з точки зору військової науки, оволодіння монастирем не було таким вже й важливим:

| «Якщо сьогодні абатство не зайнято, то воно може бути окуповане завтра, і здається, що противникові не буде важко ввести туди свої резерви під час атаки або укрити в ньому свої війська у випадку, якщо їх виб'ють із прилеглих до монастиря позицій. Було неможливим наказати військам штурмувати висоту, на якій стояла така неприступна будівля, здатна укрити декілька сотень піхотинців від вогню артилерії, а в критичний момент випустити їх для проведення контратаки... Будучи неушкодженим, воно було хорошим укриттям, але в той же час, через свої вузькі вікна і високий профіль, воно було поганою оборонною позицією. Будучи розбомбленим, воно перетворилося на зубчасту купу будівельних уламків, відкритих для ефективного вогню з гармат, мінометів і авіації, а також смертельною пасткою в разі повторного бомбардування. В цілому, я вважав, що якби воно залишалося незайманим, воно було б кориснішим для німців[26].» Оригінальний текст (англ.) «If not occupied today, it might be tomorrow and it did not appear it would be difficult for the enemy to bring reserves into it during an attack or for troops to take shelter there if driven from positions outside. It was impossible to ask troops to storm a hill surmounted by an intact building such as this, capable of sheltering several hundred infantry in perfect security from shellfire and ready at the critical moment to emerge and counter-attack.… Undamaged it was a perfect shelter but with its narrow windows and level profiles an unsatisfactory fighting position. Smashed by bombing it was a jagged heap of broken masonry and debris open to effective fire from guns, mortars and strafing planes as well as being a death trap if bombed again. On the whole I thought it would be more useful to the Germans if we left it unbombed.» |
Командир 4-ї індійської дивізії генерал-майор Френсис Такер, який повинен був захопити висоту, на якій стояв монастир, здійснив власну оцінку ситуації. Через відсутність детальної інформації в штабі 5-ї армії, йому довелося користуватися знайденою в неаполітанському книжковому магазині книгою 1879 року видання, в якій було описано облаштування абатства. У своєму зверненні до Фрейберга Такер зробив висновок, що незалежно від того, буде абатство окуповане німцями в наш час чи ні, воно має бути зруйноване, щоб усунути можливість використання його ворогом як міцного фортифікаційного укріплення. Він також вказав на те, що при монастирських кам'яних стінах заввишки 45 м і завтовшки щонайменше 3 м, марно наказувати інженерним військам завдання прориву на територію монастиря і що лише бомбардування абатства, так званими «блокбастерними бомбами», зможе вирішити завдання, оскільки бомбардування 1000-фунтовими бомбами було б, за словами Такера «майже даремним».
11 лютого 1944 року новий командир 4-ї індійської дивізії, бригадир Гарі Дімолін, який тільки прийняв командування дивізією на себе, запросив дозвіл на бомбардування Монте-Кассіно. Такер знову роз'яснив свою точку зору, цього разу перебуваючи на лікарняному ліжку в госпіталі міста Казерта, де він проходів лікування від тяжкого нападу тропічної малярії. Фрейберг передав свій запит 12 лютого. Запит Фрейберга про атаку з повітря був значно розширений групою планувальників з ВПС і, можливо, підтриманий Айрою Ікером і Джейкобом Деверсом. Вони також намагалися використати можливість для того, щоб продемонструвати здібності ПС армії США, пов'язані з підтримкою наземних операцій. Командувач 5-ю армією, генерал-лейтенант Марк Вейн Кларк і начальник штабу генерал-майор Альфред Грюнтер залишилися невпевненими у «доцільності» проведення авіанальоту. Під час передачі позиції 2-го корпусу США новозеландському корпусу бригадир Батлер, представник 34-ї американської дивізії, сказав: «Я не знаю, я не вірю в те, що ворог в монастирі. Вогонь ведеться зі схилів горба під монастирськими стінами». Кларк заявив головнокомандувачеві союзними арміями в Італії генералові серу Гарольду Александеру: «Дайте мені прямий наказ і ми це зробимо». Такий наказ Александером був даний.

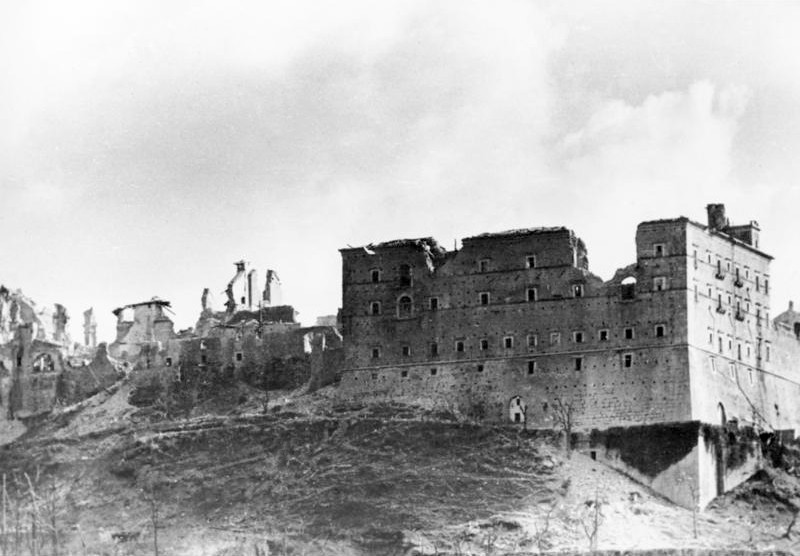
Монте-Кассіно в руїнах

Бомбардування почалося вранці 15 лютого, в ньому брали участь 142 літаки B-17 «Літальна фортеця», 47 бомбардувальників B-25 «Мітчелл» і 40 літаків B-26 «Мародер». Всього того дня на абатство було скинуто 1150 тонн бомб, що перетворило верхівку гори Монте-Кассіно на купу уламків. У перервах між атаками бомбардувальників працювала артилерія 2-го корпусу союзників. Багато союзних солдатів і кореспондентів спостерігали за тим, що відбувається і залишилися задоволені. Ікер і Деверс також спостерігали; Жуен відмітив: «…ні, таким чином вони нічого не досягнуть» Кларк і Грюнтер відмовилися спостерігати за тим, що відбувається і залишилися в своїх штаб-квартирах. Тим же вечором та упродовж наступного дня артилерія проводила обстріл руїн монастиря, які чергувалися з нальотами 59 бомбардувальників.
Час нальоту авіації, проте, не був узгоджений між командуваннями повітряних сил та наземними військами: у ПС наліт розроблявся як окрема операція, бралися до уваги погодні умови та інші фактори, що могли вплинути на успіх проведення операції. Наліт почався за три дні до того, як новозеландський корпус був готовий розпочати наступ. Багато частин, що увійшли до складу 2-го американського корпусу як поповнення лише 13 лютого, тільки що зайняли визначені позиції й не були готові до переходу в наступ. Більш цього, знов прибулі війська зіткнулися з проблемами постачання через погіршення погодних умов і затоплення долини німцями.

#### Наслідки бомбардування
Офіційно Папа Пій XII ніяк не відреагував на бомбардування, проте Державний секретар Ватикану кардинал Луїджі Мальоне, відверто висловів Гарольду Тіттману, американському дипломатові у Ватикані, що бомбардування було «грубою помилкою… актом найбільшої дурості».
Пізніше було з'ясовано, що єдиними, хто постраждав при бомбардуванні, виявилися італійські мирні мешканці, які шукали притулок в абатстві. Немає жодних свідоцтв про те, що бомби, скинуті того дня на монастир Монте-Кассіно, вбили німецьких солдатів на позиціях біля абатства. Тим часом частина бомб розірвалася на інших німецьких позиціях, а також на позиціях союзників — бомбардувальники йшли на великій висоті і точність влучень була невелика (пізніше було з'ясовано, що в монастир влучило лише 10 % від всієї кількості скинутих бомб). Зокрема, шістнадцять бомб впало на позиції 5-ї армії в Презенцано, на відстані 27 км від Монте-Кассіно. Вони розірвалися в декількох ярдах від фургона, де працював над документами генерал Кларк.
16 лютого, наступного дня після бомбардування, більша частина уцілілих мирних жителів залишила руїни монастиря. Залишилося лише близько 40 осіб: шість ченців, що вціліли в глибоких підземеллях абатства, їх старий 79-річний абат, Джорджіо Діамаре, три сім'ї фермерів-орендарів, осиротілі або полишені діти, а також важкопоранені й ті, що вмирають. Після відновлення атак (зокрема, артобстрілів) всі, хто міг рухатися, вирішили покинути зруйноване абатство та за допомогою німців перемістилися до абатства Сант-Ансельмо.
Відомо, що у німців була угода з ченцями: солдати не могли використовувати абатство у військових цілях, допоки в ньому перебувають ченці. Тому, після бомбардувань і відходу ченців з руїн абатства, підрозділи 1-ї німецької парашутної дивізії негайно зайняли руїни монастиря, перетворивши їх на потужне оборонне укріплення та спостережний пост.
Таким чином, бомбардування абатства призвело лише до створення додаткової перешкоди на шляху союзних військ і зайвих жертв серед солдатів.

#### Хід битви

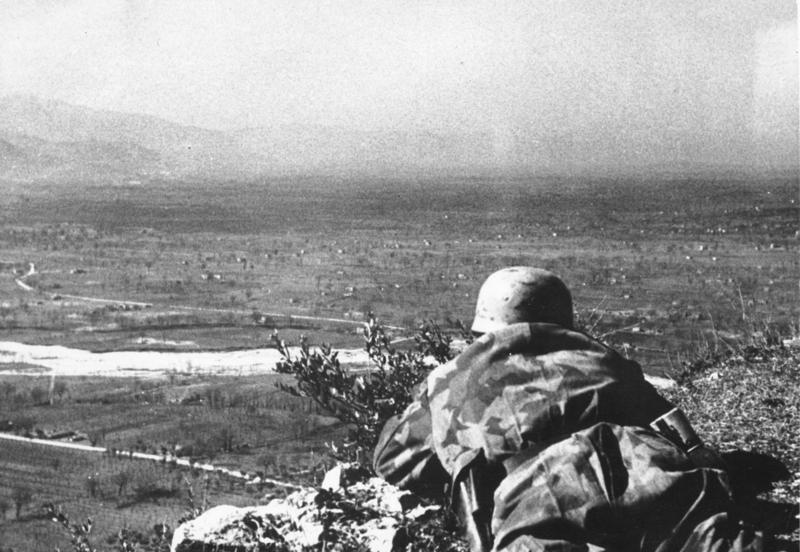
Поле бою під Монте-Кассіно

У ніч після руйнування абатства піхотна рота зі складу 1-го батальйону Королівського Суссекського полку, потай залишивши свої позиції на «Снейксхед Рідж» та атакувала висоту 593, яка мала велике стратегічне значення. Атака британців провалилася, рота втратила близько половини свого складу.
Наступною ночі Суссекському полку було наказано відновити атаку, але вже силами батальйону. Вже початок наступу був невдалим: артилерію не можна було використовувати для обстрілу висоти через близькість власних позицій, тому був запланований обстріл висоти 575, звідки німці здійснювали вогневу підтримку тим, що оборонялися на висоті 593. Проте, через складність топографічних властивостей місцевості снаряди, випущені в сторону висоти 575, пролітали дуже низько над «Снейксхед Рідж», та розсіювались під час артобстрілу. Декілька снарядів впали на позиції підготовлених до атаки союзників. Після реорганізації, опівночі, почався наступ. Битва була кривавою, місцями бої переходили до рукопашних сутичок, однак знов німецька оборона витримала і батальйон противника був відбитий. Як і при попередній атаці, втрати досягли майже 50 % особового складу. За дві ночі Суссекський полк втратив 12 з 15 офіцерів і 162 з 313 солдатів.
Уночі 17 лютого розпочався основний наступ. 4-й батальйон Раджпутанського піхотного полку повинен був захопити висоту 593, а Суссекський полк, вже майже виснажений після минулих спроб, залишився в резерві, аби в разі успіху індусів пройти через їхні бойові лади та атакувати висоту 444. У той же час солдати 2-х батальйонів зі складу гуркхських полків повинні були, долаючи гірські схили і ущелини, обійти ворожі позиції та атакувати безпосередньо монастир. Командування добре усвідомлювало, що війська мали перетнути дуже складну гірську місцевість, але воно покладало надії на те, що гуркхи, як солдати, дуже звичні до властивостей гірської місцевості та відповідно зможуть успішно пройти цей шлях до монастиря. Надії виявилися марними: війська не просунулися вперед, вони лише зазнали важких втрат. Раджпутанський полк втратив 196, 1-й батальйон 9-го полку — 149, а 1-й батальйон 2-го полку — 96 осіб. Стало зрозуміло, що наступ цілком провалився, і 18 лютого Дімолін і Фрейберг наказали припинити подальший наступ на монастирську гору.
На іншій ділянці дві роти зі складу 28-го батальйону новозеландської дивізії форсували річку Рапідо і захопили залізничну станцію в місті Кассіно. Проте їм не вдалося навести міст до світанку, тому війська на станції залишилися без підтримки танкових частин. Під прикриттям постійної димової завіси, яку створила союзна артилерія, новозеландським військам, що захопили станцію, вдалося протриматися більшу частину дня і не постраждати від вогню німецької артилерії. Проте 18 лютого, коли почалася німецька танкова контратака, ізольовані від основних сил війська, без підтримки танків та протитанкових гармат, виявилися беззахисними. Незабаром, після того, як командування переконалося в невдачі наступу на інших ділянках, новозеландським військам було наказано відступити назад, до річки.
Разом із цим, як виявилось пізніше, союзники були дуже близькі до перемоги. Німці були дуже стурбовані захопленням станції на березі Рапідо з їх боку, і як показала пізніше записана розмова між Кессельрінгом і командувачем 10-ю армією фон Фітингхофом, вони не чекали, що їх контратака увінчається успіхом.

### Третя битва

#### Планування

Третя битва: план операції

Плануючи операцію, союзні воєначальники дійшли висновку, що доки стоїть зимова погода, подолання Рапідо в її нижній течії є далеко не найкращою ідеєю. Це було підтверджено в двох попередніх битвах. «Удар гаком» на правому фланзі зі сторони гір також обернувся невдачею, за яку було заплачено величезну ціну. Тому цього разу було прийнято рішення завдати подвійного удару з північного напряму: одночасно на укріплене місто Кассіно і на монастирську гору. Задум операції полягав у пробитті коридору між цими двома цілями з подальшим виходом до залізничної станції на півдні, тобто виходом у долину Лірі. Після цього 78-ма британська піхотна дивізія, що прибула до місця боїв наприкінці лютого і була передана під командування новозеландського корпусу, мала перетнути річку Рапідо південніше Кассіно і почати свій наступ на Рим.
Жоден із союзних командирів не був радий такому плану, але всі сподівалися на те, що все спрацює добре, після запланованого надзвичайно потужного бомбардування. Щоб успішно провести операцію, було потрібно три ясні дні. Проте, через погану погоду протягом двадцяти одного дня наступ відкладався і війська очікували весь цей час в холодних і мокрих окопах та траншеях. Додатковою неприємною обставиною виявилась втрата генерал-майора Кіппенбергера, командира 2-ї новозеландської дивізії: він підірвався на протипіхотній міні і втратив обидві ноги. На посаді його змінив бригадир Грехем Паркінсон. Приємною новиною перед наступом стало те, що німецька контратака в Анціо, проти десанту, що висадився там, не вдалася.

#### Хід битви

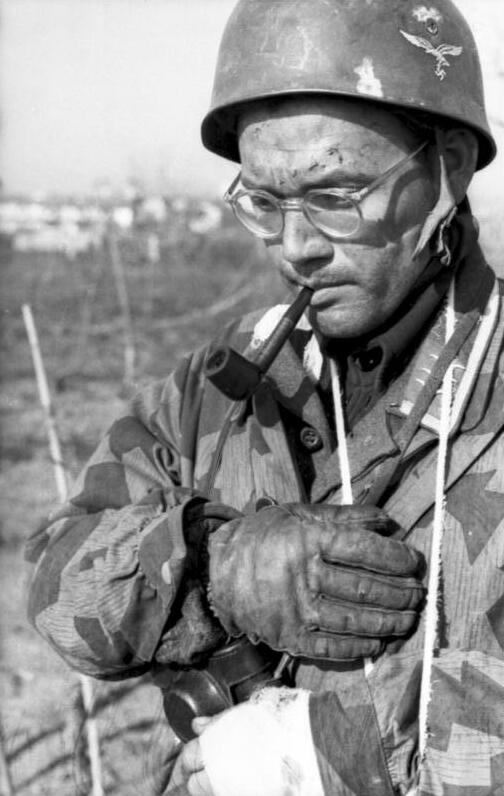
Німецький десантник. Монте-Кассіно.

З 8:30 ранку 15 березня, упродовж трьох з половиною годин на німецькі позиції було скинуто 750 тонн бомб зі сповільненою дією, після чого під прикриттям вогню 746-ті артилерійських систем новозеландці перейшли до наступу. Успіх наступу залежав від того, наскільки вдало буде використаний перший паралізувальний ефект бомбардування. Але німці дуже швидко отямилися і їх оборона об'єдналася, до речі бойова техніка союзників постійно затримувалися через подолання воронок від бомб.
Певний успіх, все ж таки, був досягнутий; але все одно, до вечора, коли був відданий наказ на наступ на лівому фланзі, було вже надто пізно: німці змогли реорганізувати свою оборону і, що ще гірше, попри всі прогнози, знову почалася злива. Потоки води заповнили вирви від бомб, перетворюючи поорану місцевість, на непрохідне болото і псуючи радіозв'язок: через високу вологість багато радіостанцій «закоротило». Хмари повністю приховали місяць, і союзникам довелося розчищати собі дорогу в повній темряві. На правому фланзі новозеландці захопили замковий пагорб і висоту 165. Як і було заплановано, частини 4-ї індійської дивізії, тепер очолюваної генерал-майором Олександром Гелоуеем, атакували висоту 236, а звідти і висоту 435, відому як «Генґменс Гілл». Але, зрештою, переплутавши висоти, підрозділ з 9-го гуркхського полку вийшов на дорогу, що обходить 236-у висоту, — й захопив замість неї висоту 435, тоді як атака 6-го гуркхського полку за відсутності взаємодії із сусідами на висоту 236 була відбита.
Увечері 17 березня становище союзних військ покращилося. Батальйон гуркхів утримував висоту «Генґменс Гілл», що розташовувалася за 250 м від руїн монастиря (попри те, що їх шляхи постачання прострілювалися з німецьких позицій на висоті 236 і з північної частини міста) і, хоча місто все ще запекло оборонялося, новозеландці при підтримці бронетехніки змогли подолати вузький коридор і захопити залізничну станцію. Проте німці все ще були здатні маневрувати силами та засобами, та постійно надсилати підкріплення своїм військам, які тримали оборону в місті. Крім цього, вони регулярно посилали групи своїх снайперів, що займали позиції в тих частинах міста, які вважалися союзниками вже звільненими від німецьких військ.
На 19 березня було заплановане завдання вирішального удару в місті та в районі абатства, у тому числі була запланована раптова танкова атака. Танки 20-ї танкової бригади мали пройти проходом від Каїро до ферми Альбанета (який був розчищений військовими інженерами під покривом темряви), а звідти звернути в бік абатства. Проте несподівано потужна контратака десантників 1-ї німецької парашутної дивізії на замковий пагорб (англ. Castle Hill) переплутала всі плани союзників: наступати на монастир із замкового горба і «Генґменс Гілл» стало неможливим, а танкова атака без піхотної підтримки була відбита ще до полудня. У місті союзникам не вдалося просунутися досить далеко, і ініціатива поволі перейшла до німців, чиї нездолані позиції біля замкового пагорба, що слугували воротами в укріпленні на монастирському пагорбі, остаточно зруйнували всі надії союзників на успіх.

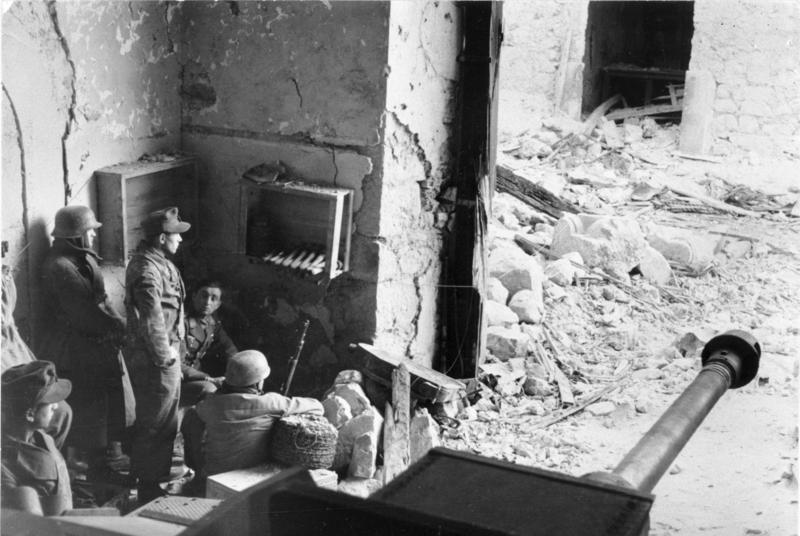
Солдати Вермахту під час боїв у Монте-Кассіно

20 березня Фрейберг ввів частини 78-ї піхотної дивізії у бій. Цим планувалося досягти декількох цілей: зосередити більше військ у місці для того, аби німецькі війська не поверталися більше на вже зачищені ділянки в місті, і потім, поступово зміцнити замковий пагорб. Остання дія дозволила б військам блокувати два проходи між замковим пагорбом і висотами 175 і 165 — через ці проходи німці забезпечували свої війська в місті. Весь день 21 березня союзні командири відчували, що успіх близько, проте німецькі солдати відбилися. Атака на висоту 445, метою якої було перерізати шляхи постачання німців, була насилу, але відбита, разом із цим, успіхи союзників у місті були обмежені лише повільним просуванням, будинок за будинком.
23 березня Александер провів зустріч зі своїми командирами. Для командирів було зрозуміло, що новозеландська й індійська дивізії вже виснажені і виснажені мало чи не до смерті. Фрейберг був переконаний в тому, що битва більше не зможе успішно продовжуватися й віддав наказ припинити наступ. Через декілька тижнів після битви, Александер назвав німецьку 1-шу парашутну дивізію, яка зазнала неймовірних втрат, але врешті-решт встояла та виграла битву «найкращою дивізією в німецькій армії».

#### Наслідки
Після завершення боїв три дні були витрачені на вирівнювання фронту, виведення ізольованих гуркхів із пагорба «Генґмен» і піхотного підрозділу зі складу 24-го новозеландського батальйону з висоти 202. Союзники провели перегрупування військ: виснажені в боях 4-та індійська і 2-га новозеландська дивізії були виведені в тил, їх позиції в горах зайняла 78-ма британська дивізія, а в місті — 1-ша британська дивізія гвардії. Штаб новозеландського корпусу передав керівництво смугою ведення бойових дій штабу 13-го британського корпусу. Індійці втратили у боях 3 000 осіб, новозеландці — 1 600 (разом зі зниклими безвісти і пораненими).
Німецькі війська також зазнали важких втрат. Журнал ведення бойових дій німецького 14-го корпусу зафіксував той факт, що після битви в батальйонах корпусу лишилося від 40 до 120 осіб особового складу.

### Четверта битва (операція «Діадема»)

#### Задум операції Александера

Четверта битва: план операції «Діадема»

Задум генерала Александера полягав в тому, щоб «примусити німців втягнути в бойові дії в Італії максимальну кількість дивізій на час, коли почнеться висадка в Нормандії».
Планом передбачалося просування основних з'єднань 8-ї британської армії під командуванням генерала Олівера Ліза з району Адріатики через гірський хребет посеред Апеннінського півострова в район Кассіно. Там, спільно з 5-ю армією США, 8-ма армія мала атакувати позиції противника між Кассіно і морем. 5-та армія (2-й корпус США та Французький експедиційний корпус) завдавали удару на лівому, а 8-ма армія (13-й британський корпус і 2-й польський корпус) на правому фланзі. Із настанням весни погода і стан місцевості, на якій доводилося воювати, покращились, й стало можливим ефективно залучити велику кількість військ і бронетехніки.

#### Плани та підготовка битви
Згідно з планом операції «Діадема», 2-й корпус США повинен був завдати удару на лівому фланзі вздовж узбережжя, в напрямку шосе № 7, яке веде на Рим. Праворуч від нього французький корпус повинен був атакувати з моста через Гарільяно, наведеного 10-м корпусом ще під час першої битви в січні, у напрямку до гір Аурунци, що відокремлюють долину Лірі від прибережної рівнини. У центрі, ближче до правого флангу, був передбачений наступ 13-го англійського корпусу через долину Лірі, тоді як на правому фланзі 2-й Польський корпус, під командуванням генерал-лейтенанта Владислава Андерса, мав виконати завдання, яке не вдалося виконати 4-й індійській дивізії в попередній битві: відрізати монастир від сполучення із зовнішнім світом, обійти абатство, з'єднатись із наступальним 13-м корпусом і блокувати війська в монастирі.
Покладалися надії на те, що польський корпус, як найбільше за розмірами з'єднання, позбавить німців можливості організувати вогневу підтримку своїх оборонних позицій. Покращені погодні умови, стан місцевості і налагоджене постачання військ також стали позитивними чинниками. Як і в попередніх битвах, маневр з оточення розглядався союзниками як ключ до успіху. Після розгрому 10-ї німецької армії 6-й американський корпус під Анціо повинен був здійснити прорив у районі узбережжя, щоб відрізати німецькі війська, які відступали з гір Албані. 1-й канадський корпус був залишений в резерві для розвитку успіху в смузі прориву.
Підготовка військ та їх перегрупування на вихідні позиції для наступу зайняло два місяці. Війська переміщалися на передньому краї потай невеликими групами для того, щоб не викликати підозру у німців та забезпечити раптовість завдання удару. 36-та дивізія США була направлена на навчання, на яких демонстративно відпрацьовувалися принципи морської десантної операції, а в ефірі постійно лунали спеціально підготовлені хибні розмови та умовні сигнали, які вказували, що запланована висадка союзників буде на північ від Риму. Таким чином союзники прагнули утримати німецькі резерви на відстані від «лінії Густава». Механізовані з'єднання, що висувалися з адріатичного узбережжя, залишали за собою макети танків і бронетехніки, щоб німецька розвідка з повітря не помітила змін. Дії щодо введення противника в оману мали успіх: ще на другий день останньої битви за Монте-Кассіно Кессельрінг вважав, що проти німців ведуть бойові дії лише шість дивізій союзників, хоча насправді їх було тринадцять.

#### Хід битви

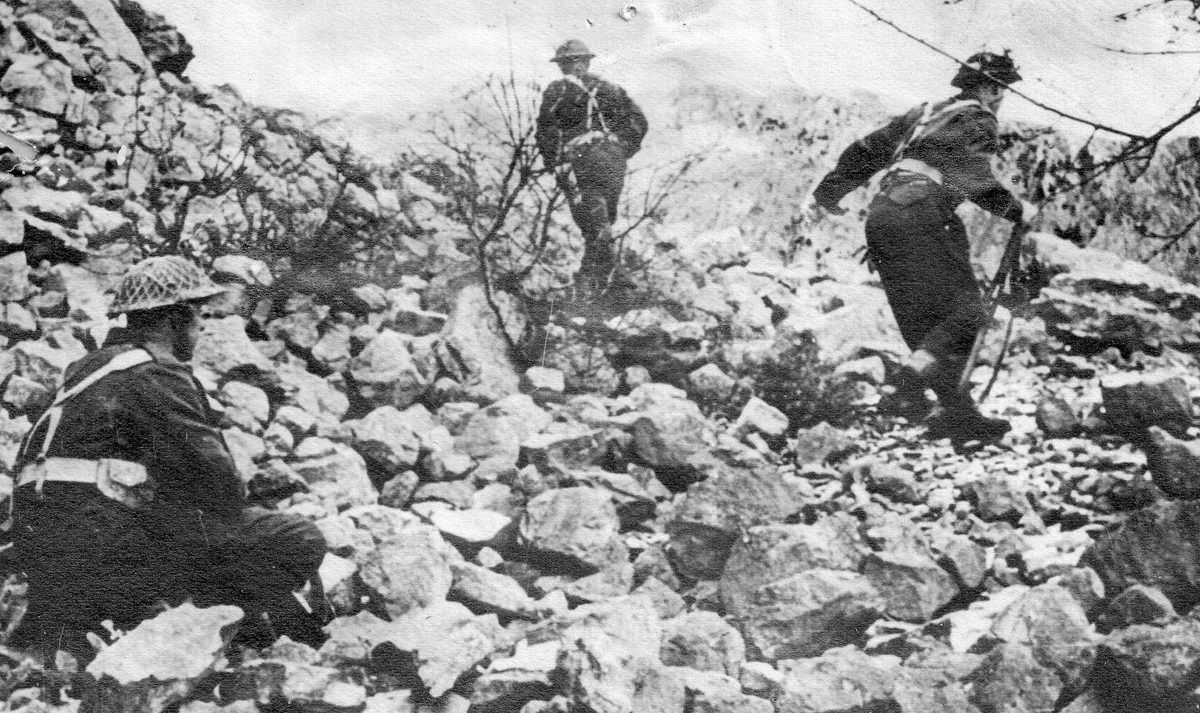
Польські солдати під час четвертої битви

О 23:00 11 травня 1944 року вогнем 1 660 артилерійських систем 8-ї британської та 5-ї американської армії розпочався масований артилерійський наступ, який тривав півтори години. Після завершення артилерійської підготовки в атаку перейшли армії союзників, які складалися з британських, американських, польських, новозеландських, південноафриканських і французьких з'єднань в усіх чотирьох секторах.
До світанку 12 травня 2-й американський корпус не зміг просунутись далеко вперед, але війська Французького експедиційного корпусу, їх колеги з 5-ї армії, виконали свої бойові завдання і почали просуватися в горах Аурунци. На тій ділянці фронту перед французьким корпусом генерала Жуена, що складався з чотирьох дивізій, протистояла лише одна німецька дивізія. Жуен не забув скористатися цим — французький корпус почав просуватися у напрямку до 8-ї армії, знищуючи позиції німецьких військ, що перебували в люзі.
На ділянці наступу 8-ї армії, 13-й корпус, здолавши сильний опір, силами 4-ї піхотної дивізії і 8-ї індійської дивізії перетнув річку Рапідо. Критичним моментом виявилося те, що військові інженери 8-ї дивізії під командуванням Дадлі Рассела зуміли до ранку навести міст через річку, дозволивши таким чином бронетехніці 1-ї канадської танкової бригади форсувати річку і відбити контратаки німецьких танків (чого не вистачало американцям в першій і новозеландцям у другій битвах). За три дні боїв в горах над Кассіно польська піхота, зазнавши важких втрат, трохи просунулася вперед. Серйозні втрати при цьому зазнали і німці: полковник Гайльман з 4-го парашутного полку пізніше сказав, що «800 німецьких десантників успішно протистояли атакам 2-х дивізій» та назвав те, що відбувалося там «мініатюрним Верденом». Сьогодні героїзм, проявлений польськими солдатами в тих боях, є предметом національної гордості польського народу.
До полудня 12 травня союзним військам на протилежному березі Рапідо вдалося закріпитись і просунутись вперед, попри запеклий німецький опір і контратаки. 13 травня напруга на фронті зменшилась: на правому фланзі німецькі війська почали поступатися натиску 5-ї армії, відкриваючи їй дорогу для просування вглиб німецьких позицій. Французький корпус захопив Монте-Майо і тепер зміг прикривати з флангу і надавати матеріальну підтримку частинам 8-ї армії, проти якої Кессельрінг кинув усі свої резерви. Таким чином Кессельрінг сподівався виграти час, необхідний для того, аби відійти на другу підготовлену німецьку оборонну смугу — «Лінію Гітлера», що розміщувалася за 13 км на південь. 14 травня марокканські гум'єри перетнули гірський хребет паралельно долині Лірі і обійшли німецькі укріплені позиції з флангу, та посилили підтримку 13-го корпусу, що бився в долині. Район переходу гум'єрів не оборонявся, тому що німці вважали, що подолання військами подібної місцевості неможливе.

#### Лінія Гітлера

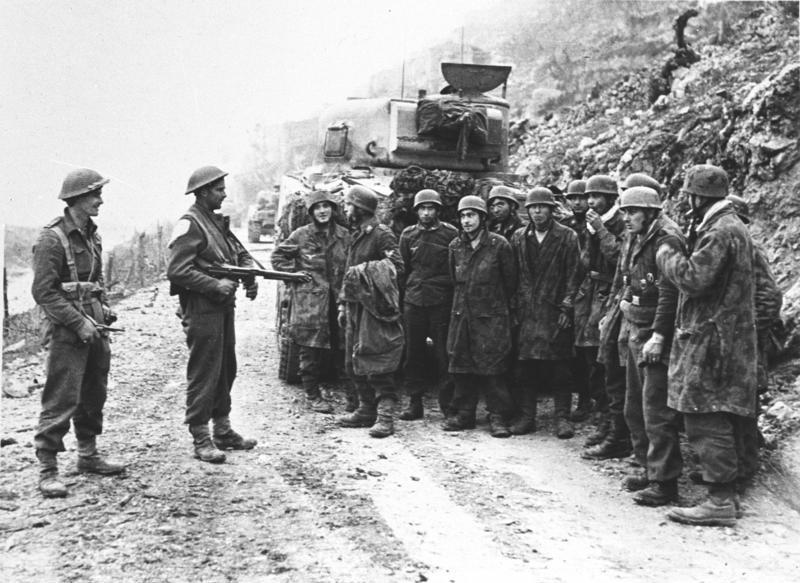
Німецькі солдати захоплені в полон

Частини 8-ї армії просунулися через долину Лірі і підійшли до оборонної «лінії Гітлера». До неї ж підійшли з'єднання 5-ї армії, що рухалися вздовж узбережжя. Невдовзі до початку штурму ця лінія за наполяганням Гітлера була перейменована в «лінію Зенгера», аби таким чином принизити в очах спільноти її значення, якщо лінія буде прорвана. Атака з ходу не вдалася і 8-ма армія вирішила витратити кілька днів для перегрупування. Декілька днів зайняли заходи щодо подолання зруйнованих укріплень «лінії Густава» 2 000 танків та 20 000 одиниць бронетехніки.
Наступна атака почалася 23 травня: на правому фланзі польський корпус атакував П'єдімонте (який захищала 1-ша парашутна дивізія), в центрі наступала 1-ша канадська піхотна дивізія (з резерву 8-ї армії). 24 травня канадці прорвали лінію і 5-та канадська танкова дивізія була введена в прорив. 25 травня поляки взяли П'єдімонте і укріплена лінія була зломлена. Дорога на Рим і далі на північ була вільна.

## Наслідки

### Перелом в Анціо
23 травня, коли канадці і поляки перейшли в атаку в Кассіно, на узбережжі в районі Анціо генерал Лучіан Траскотт, що змінив генерал-лейтенанта Джона Лукаса на посаді командира 6-м американським корпусом, організував дві тривалі атаки, залучивши п'ять із семи дивізій, що перебували на узбережжі. 14-та німецька армія, що залишилася без танкових частин (Кессельрінг перекинув їх до району Кассіно для допомоги 10-й армії), виявилася не в змозі чинити опір натиску союзників. Єдина танкова дивізія, 26-та, була в цей час на марші на північ від Риму. Туди її надіслали, щоб відбити «морську висадку». Дезінформація союзників спрацювала, і дивізія нічим не змогла допомогти 14-й армії.

### Кларк захоплює Рим, але випускає 10-ту німецьку армію

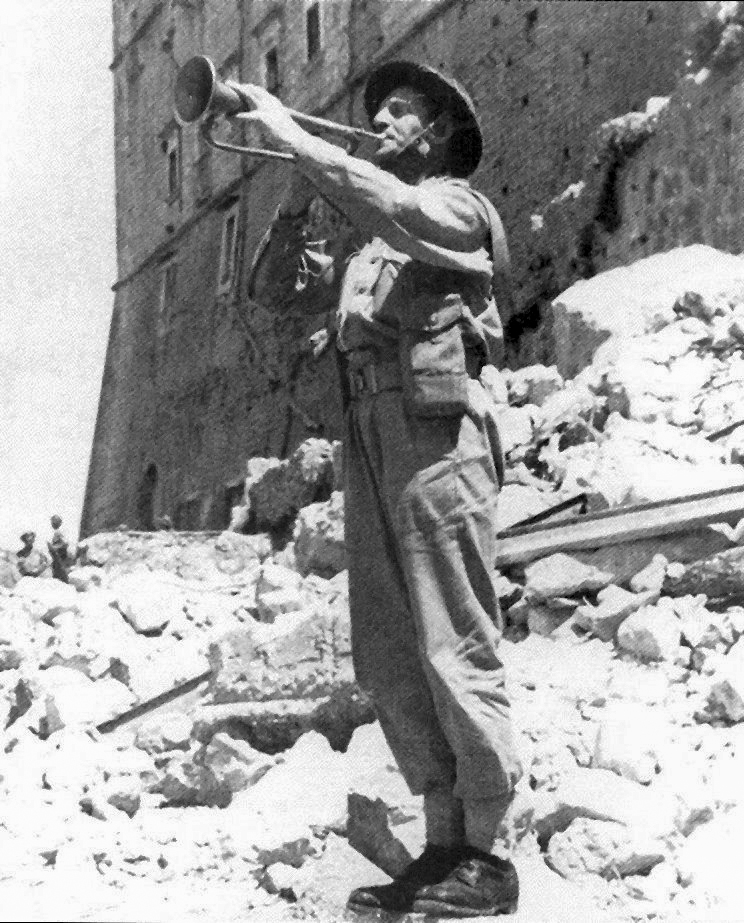
Польський сурмач капрал Еміль Чех сурмить на честь відступу німецьких військ

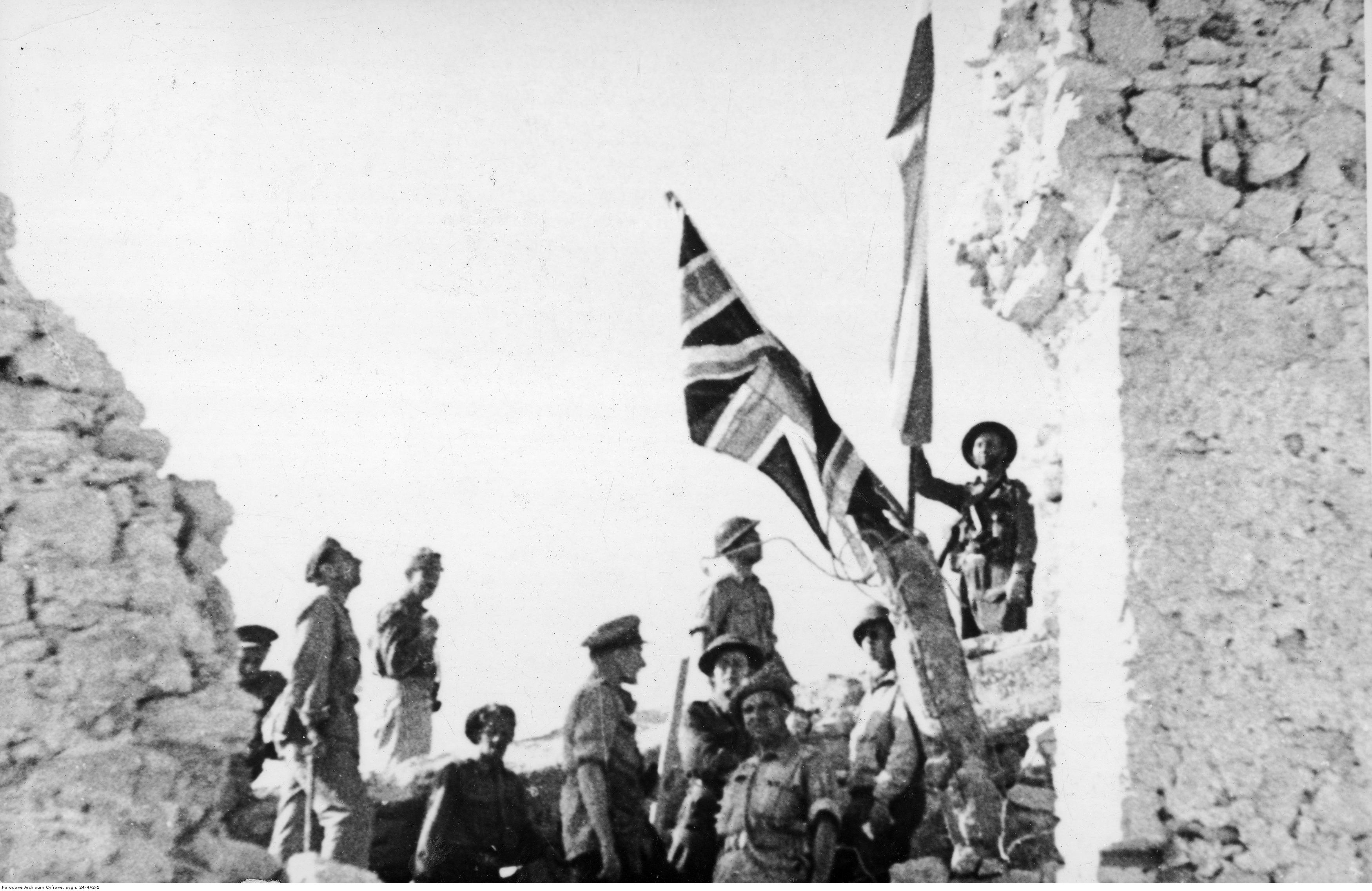
Польські та британські солдати на руїнах замку після закінчення боїв

До 25 травня з'єднання 10-ї армії вермахту поспішно відступали, і частини 6-го американського корпусу рухалися, як і було заплановано, на схід, аби відрізати німцям шляхи відступу. До наступного дня 6-й корпус повинен був вийти на шляхи відступу німців, і 10-та армія, разом зі всіма резервами Кессельрінга, опинилася б в пастці. Проте у цей момент генерал Кларк віддав командиру 6-го корпусу Лючіану Траскотту абсолютно несподіваний наказ: просуватися не в північно-східному напрямі на Вальмонтоне, по 6-ту шосе, а в північно-західному — прямо на Рим. Причини, що спонукали Кларка прийняти таке рішення, досі не з'ясовані, й існує багато суперечливих теорій, які пояснюють що відбувалося. Більшість дослідників вказують як причину такого рішення амбіції Кларка — бажання бути першим, хто увійде до Риму. Тим часом багато хто пояснює той наказ бажанням дати втомленим військам необхідний їм відпочинок. Однак, слід зазначити, що в ході наступу по новому напряму військам довелося йти в лобову атаку на «лінію Цезаря» — останній ланцюг німецької системи укріплень перед Римом.
Пізніше Траскотт писав у своїх мемуарах, що «Кларк побоювався того, що англійці виношують секретні плани, мета яких — першими бути в Римі». Це твердження частково підтверджується записами самого Кларка. Проте ще до битви Александер вказав кожній армії ділянку, на якій їй належало воювати, тоді ж було обумовлено, що Рим братиме 5-та армія. 8-й армії постійно нагадували, що її завдання — максимально втягти в битву 10-ту армію, знищити якомога більше її з'єднань, а потім, обійшовши Рим, продовжити просування на північ (що, фактично, 8-ма армія і зробила, переслідуючи відступальну 10-ту армію впродовж 360 км аж до Перуджі).
На той момент Траскотт був дуже шокований таким наказом, пізніше він писав:

| «... Я був приголомшений. Було помилкою, гаючи час, йти на північний захід, де ворог все ще був сильний; нам треба було направити всю нашу міць на Вальмонтоне, щоб забезпечити знищення німецької армії, що без ладу відступала. Я б не виконав наказ, заздалегідь не обговоривши це особисто з генералом Кларком. ... (проте) його не було на узбережжі в районі зони висадки і навіть не можна було знайти через радіозв'язок. ...але такий був цей наказ, який змінив основні зусилля військ з напрямку на Вальмонтоне і таким чином запобіг знищенню 10-ї німецької армії. 26 травня наказ був виконаний[48].» Оригінальний текст (англ.) «...I was dumbfounded. This was no time to drive to the north-west where the enemy was still strong; we should pour our maximum power into the Valmontone Gap to insure the destruction of the retreating German Army. I would not comply with the order without first talking to General Clark in person. ...[However] he was not on the beachhead and could not be reached even by radio. ... such was the order that turned the main effort of the beachhead forces from the Valmontone Gap and prevented destruction of the German Tenth Army. On the 26th the order was put into effect.» |
Він продовжував:

| «У мене ніколи не було сумніву в тому, що якби генерал Кларк залишився вірний інструкціям генерала Александера, якби він не змінив 26 травня напрям мого наступу на північний схід, то всі стратегічні цілі, поставлені перед висадкою військ в Анціо, були б повністю досягнуті. Честь першим увійти до Риму була поганою компенсацією за цю загублену можливість[50].» Оригінальний текст (англ.) «There has never been any doubt in my mind that had General Clark held loyally to General Alexander's instructions, had he not changed the direction of my attack to the north-west on May 26, the strategic objectives of Anzio would have been accomplished in full. To be first in Rome was a poor compensation for this lost opportunity".» |
Сприятлива можливість була згаяна і сім дивізій 10-ї армії змогли організовано передислокуватися до наступної лінії німецької оборони — «лінії Тразімено», де вони, об'єднавшись з 14-ю армією, почали організований відхід із боями до потужної оборонної «Готської лінії», на північ від Флоренції.
Рим був оголошений «відкритим містом»: усі німецькі війська залишили його та відступили на північ. О 19 годині 4 червня 1944 року «Вічне місто» було звільнене — до нього ввійшла 88-ма американська піхотна дивізія.
Усього за два дні до початку висадки союзників в Нормандії Рим пав.

## Спадщина

### Увічнення пам'яті, меморіали
Практично відразу ж після припинення боїв в Монте-Кассіно польський уряд у вигнанні випустив винагороду — «Хрест Монте-Кассіно», щоб оцінити таким чином заслуги польських військ у захопленні найважливіших позицій у німецькій обороні. Водночас польський поет Фелікс Конарський, що брав участь у тих боях, під враженням від побаченого написав знамениту пісню «Червоні маки на Монте-Кассіно» — своєрідний гімн польським солдатам, що воювали там. Пізніше біля монастиря було закладено кладовище; воно добре видно з висоти відновленого монастиря. На військовому кладовищі країн Співдружності націй покояться полеглі в боях британські, новозеландські, канадські, індійські, південноафриканські і гуркхські солдати. Французьке та італійське кладовища розташовані на шосе № 6 в долині Лірі, американське — в Анціо. Німецьке військове кладовище розташоване приблизно за 3 км на північ від Кассіно, в долині Рапідо.
У 2006 в Римі був відкритий меморіал, що увіковічує пам'ять солдатів союзних військ, загиблих у боях за звільнення міста.

### Войтек
Найдивнішим з безлічі солдатів, що воювали під Монте-Кассіно, був ведмідь Войтек. Солдати 22-ї артилерійської батареї боєпостачання із складу 2-го Польського корпусу підібрали його ще при реорганізації корпусу в іранському Пехлеві. Ведмідь був навчений підносити артилерійські снаряди під час бою.

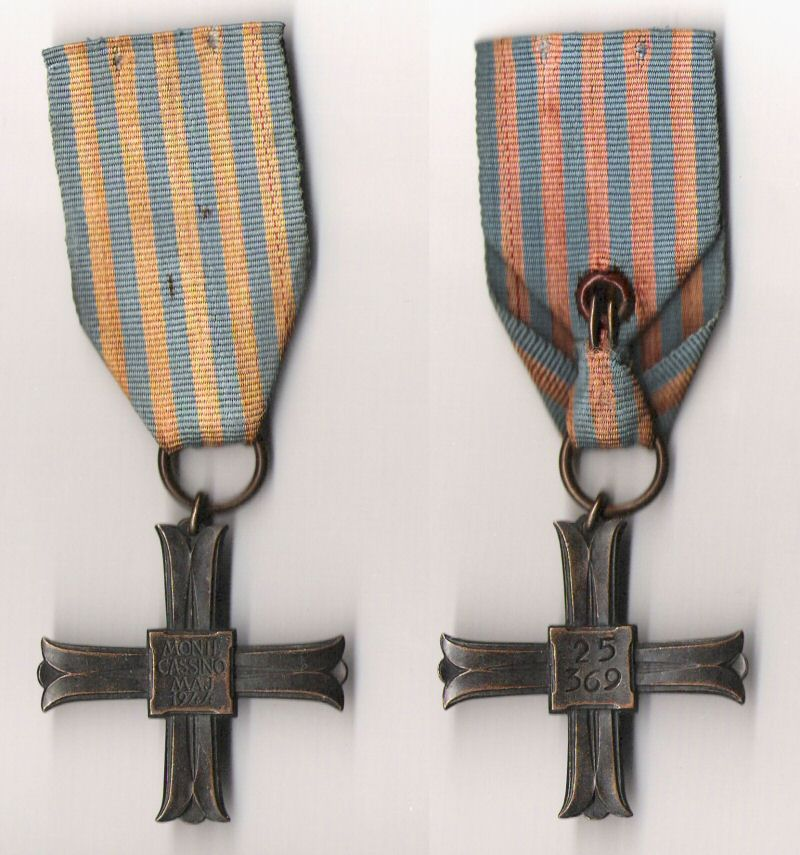
Польський Хрест Монте-Кассіно
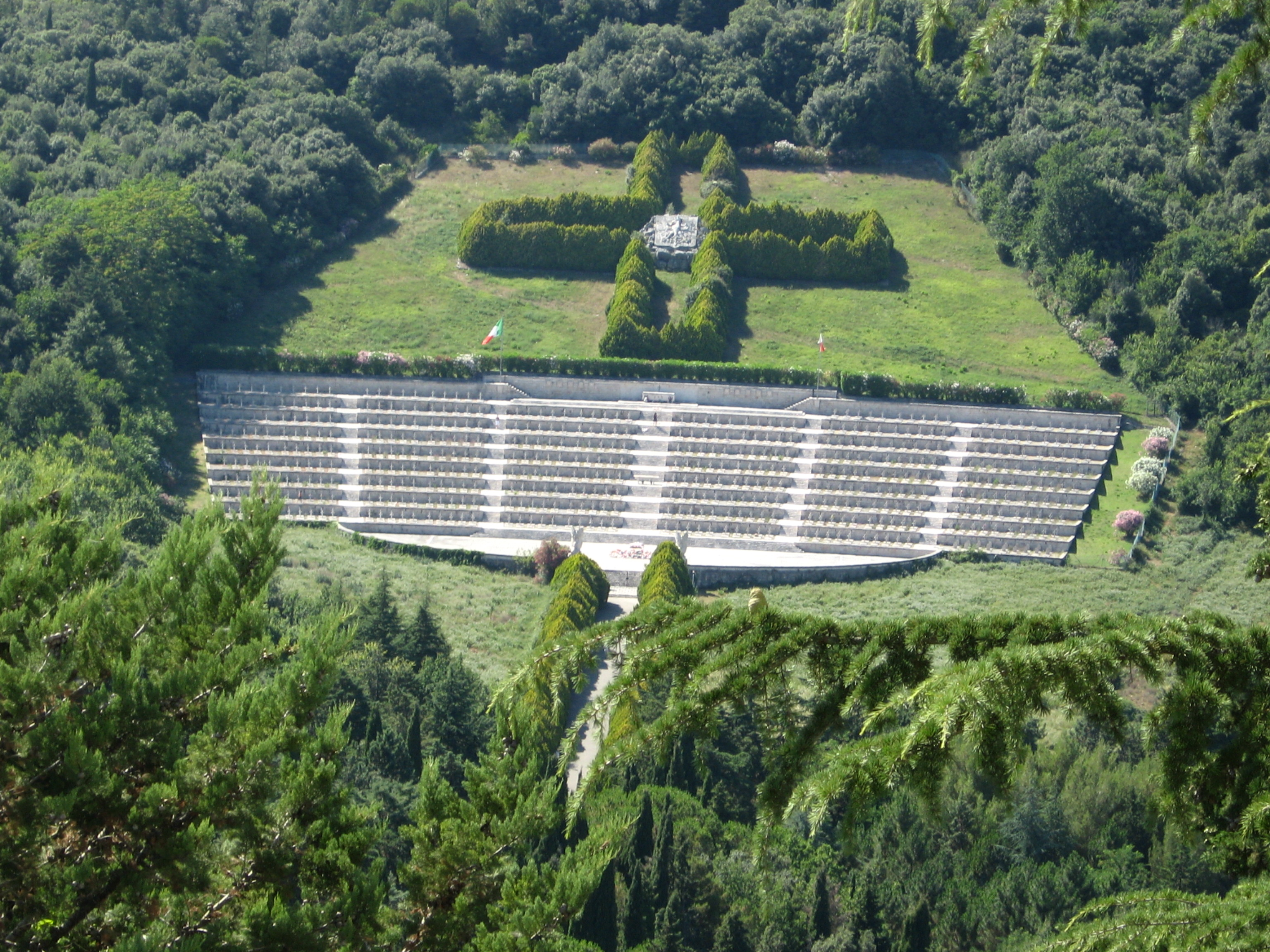
Польське кладовище в Монте-Кассіно
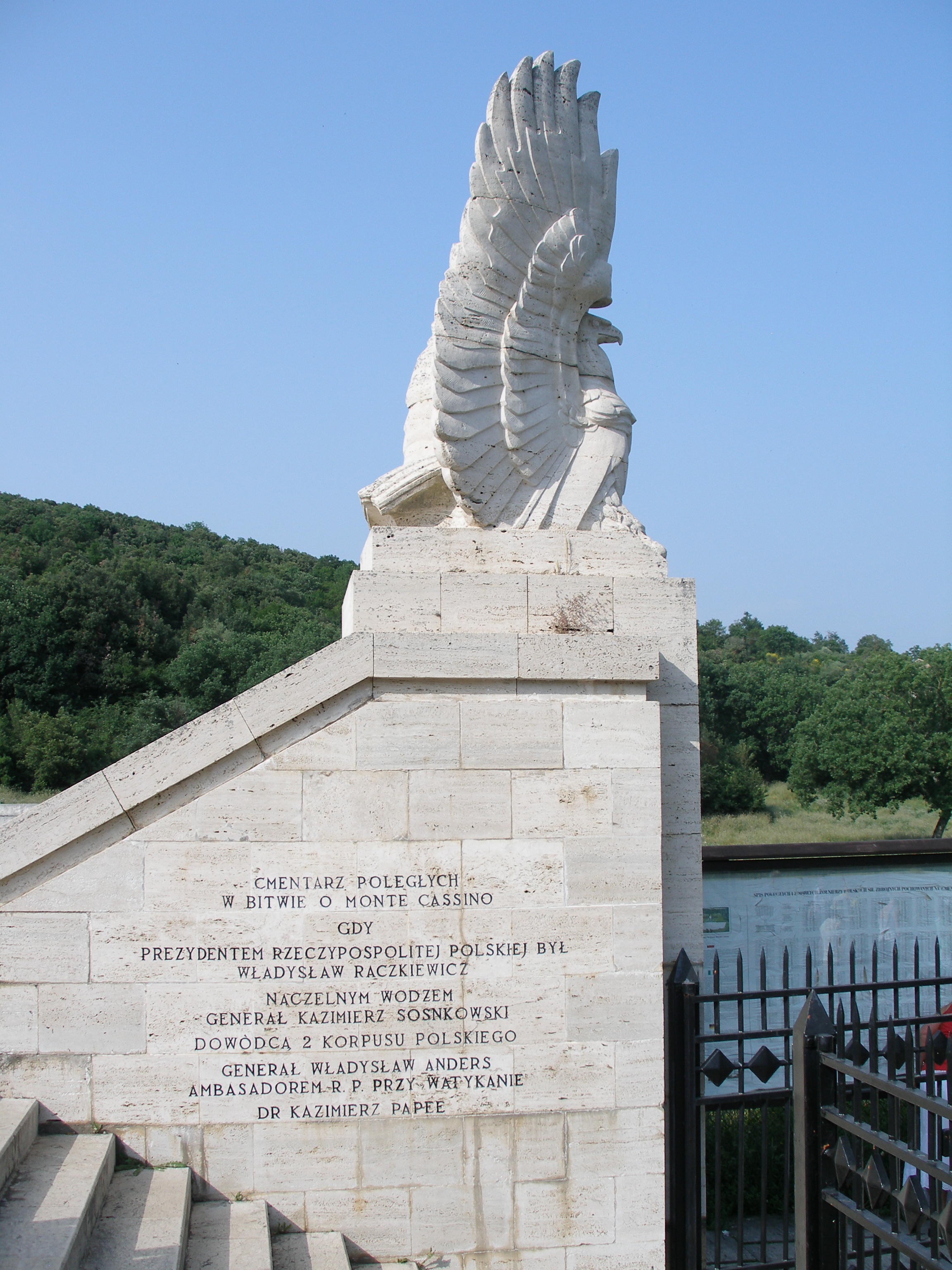
Скульптура на вході польського кладовища

## Військові злочини— «Мароккинат»
Наступного дня після битви, марокканські гум'єри зі складу Французького експедиційного корпусу почали самовільно блукати по прилеглих пагорбах, розбійничати та грабувати околишні місцеві села. Щодо місцевого населення було вчинено безліч злочинів, а саме зґвалтування, вбивства і тортури.
Близько 2 000 італійських жінок, у віці від 11 до 86 років було зґвалтовано; чоловіки, які намагалися захистити своїх жінок та дочок було безжалісно вбито. Число вбитих сягнуло майже 800 осіб.
За твердженнями деяких італійських дослідників, приблизно 7 000 жінок, дітей та навіть чоловіків стало жертвами зґвалтування з боку гум'єрів.
Ці злочини сталі відомі в Італії під назвою «мароккинат» — «дії, здійснені марокканцями». Після війни в місті Кастро-дей-Вольші встановлений меморіал жертвам насилля, названий «Мамма Чіосара» (італ. "Mamma Ciociara").
Проте, інші джерела, в тому числі французький маршал Жан де Латр де Тассіньї писав про те, що такі випадки були одиничними явищами, які були використані нацистською пропагандою з метою зганьбити союзників і зокрема французькі війська, які продемонстрували велику хоробрість у цій битві.

## Українці в битві за Монте-Кассіно
У боях за Монте-Кассіно на боці військ союзників брав участь Другий корпус польської армії під командуванням генерала Андерса. До складу корпусу входило близько 5 000 українців — волинян, поліщуків, холмщаків, галичан та інших — мешканців колишньої Другої Польської Республіки. Більшість загиблих українців поховані на монументальному польському кладовищі і на їхнє походження вказують українські прізвища, місце народження або хрести.
З 1 лютого по 8 травня 2009 року посольство України в Італії проводило пошукові роботи щодо встановлення кількості загиблих українців біля Монте-Кассіно. За словами другого секретаря посольства Ігора Брусило пошуковці «виявили 103 особи, які так чи інакше походять із земель, що належали Україні».

### Англійською
- Herbert Bloch (1979). The bombardment of Monte Cassino (February 14–16, 1944): A new appraisal. Tipografia Italo-orientale. (англ.)
- Böhmler, Rudolf (1964). Monte Cassino: a German View. London: Cassell. OCLC 2752844. (англ.)
- Clark, Lloyd (2006). Anzio: The Friction of War. Italy and the Battle for Rome 1944. London: Headline Publishing Group. ISBN 978 0 7553 1420 1. (англ.)
- John Ellis (2003). Cassino: The Hollow Victory: The Battle for Rome January-June 1944. Aurum Press. ISBN 1-85410-916-2. (англ.)
- Forty, George (2004). Battle For Monte Cassino. Ian Allan Publishing. ISBN 0-7110-3024-3. (англ.)
- Gooderson, Ian (2003). Cassino. London: Brassey's. ISBN 1-85753-324-0. (англ.)
- Hapgood, David; Richardson, David (2002) [1984]. Monte Cassino: The Story of the Most Controversial Battle of World War II (вид. reprint). Cambridge Mass.: Da Capo Press. ISBN 0-306-81121-9. (англ.)
- Hassel, Sven (2003). Monte Cassino. Cassell Military Paperbacks. Cassel. ISBN 0-304-36632-3. (англ.)
- Krząstek, Tadeusz (1984). Battle of Monte Cassino, 1944. Polish Interpress Agency. (англ.)
- Majdalany, Fred (1957). Cassino: Portrait of a Battle. London: Longmans, Green. OCLC 536746. (англ.)
- Parker, Matthew (2004). Monte Cassino: The Hardest-Fought Battle of World War II. Doubleday. ISBN 0-385-50985-5. (англ.)
- Janusz Piekałkiewicz (1987). Cassino: Anatomy of the Battle. Historical Times Inc. ISBN 0-918-67832-3. (англ.)
- Smith, E. D. (1975). The Battles For Monte Cassino. London: Ian Allan Ltd. ISBN 0-7153-9421-5. (англ.)
- various authors (2000). Monte Cassino : historia, ludzie, pamięć = history, people, memory. Askon. ISBN 83-87545-25-2. (англ.)
- French Expeditionary Corps in Italy (англ.)

### Німецькою
- Katri'el Ben-Arie (1985). Die Schlacht bei Monte Cassino 1944. Freiburg im Breisgau: Rombach Verlag. ISBN 3-7930-0188-1.(нім.)
- Janusz Piekałkiewicz (1997). Die Schlacht von Monte Cassino. Zwanzig Völker ringen um einen Berg. Augsburg: Bechtermünz Verlag. ISBN 3-86047-909-1. (нім.)
- E. D. Smith (1991) [1975 (in English)]. Der Kampf um Monte Cassino 1944. Stuttgart: Motorbuch Verlag. ISBN 3-613-01095-X. (нім.)
- Heinz Konsalik (2004). Sie fielen vom Himmel. Klagenfurt: Kaiser. ISBN 3-7043-1329-7. (нім.)

### Італійською
- Gerhard Muhm, La tattica tedesca nella campagna d'Italia, in Linea gotica avamposto dei Balcani, a cura di Amedeo Montemaggi — Edizioni Civitas, Roma 1993 (італ.)
- Dal volturno a Cassino, Gli avvenimenti della campagna d'Italia (1943-45) collegati alla battaglia di Cassino. [Архівовано 1 вересня 2009 у Wayback Machine.] (італ.)

### Польською
- Melchior Wankowicz (1993). Szkice spod Monte Cassino. Wiedza Powszechna. ISBN 83-214-0913-X. (пол.)
- Melchior Wańkowicz (1989). Bitwa o Monte Cassino. Warsaw: Wydawnictwa MON. ISBN 83-11-07651-0. (пол.)
- Melchior Wańkowicz (1990). Monte Cassino. Warsaw: PAX. ISBN 83-211-1388-5. (пол.)
- various authors (2000). Monte Cassino : historia, ludzie, pamięć [Monte Cassino : history, people, memory] (Polish) . Askon. ISBN 83-87545-25-2. (пол.)
- various authors (2004). Monte Cassino. Warsaw: Askon. ISBN 83-87545-80-5.
- Janusz Piekałkiewicz (2003). Monte Cassino. Agencja Wydawnicza Morex. ISBN 83-7250-078-9. (пол.)
- Zbigniew Wawer (1994). Monte Cassino 1944. Bellona. ISBN 83-11-08311-8. (пол.)

### Білоруською
- Piotra Sych (1963). Сьмерць і салаўі (Death and nightingales). (біл.)
- Беларусы ў бітве за Монтэ-Касіна. Minsk: Беларускі кнігазбор. 2004. ISBN 985-6730-76-7. (біл.)

## Відео
- The Battle For Monte Cassino.
- Monte Cassino — пісня «Червоні маки Монте-Кассіно» (пол. Czerwone Maki na Monte Cassino)
- LA BATTAGLIA DI MONTECASSINO [Архівовано 12 жовтня 2016 у Wayback Machine.] (італ.)
- MONTE CASSINO BATTLE WW2
- Bombing of Monte Cassino 1944 [Архівовано 26 вересня 2016 у Wayback Machine.] — перше бомбардування монастиря Монте-Кассіно
- Cassino Second bombing and third attack failed — друге бомбардування монастиря Монте-Кассіно